# Cataspilates
Cataspilates là một chi bướm đêm thuộc họ Geometridae.